# Приключения Джеки Чана
«Приключения Джеки Чана» (англ. Jackie Chan Adventures) — анимационный телевизионный сериал, созданный в США. Впервые показан на канале Kids’ WB 9 сентября 2000 года. Всего вышло 95 серий, разбитых на 5 сезонов. Главный герой — археолог Джеки Чан, являющийся собирательным образом как персонажей, сыгранных актёром, так и других.

## Сюжет

### Сезон 1: 12 талисманов
Воин-чародей из Древнего Китая Ло Пэй с помощью мощного заклинания Ци победил могущественного демона огня — Шендю. Силы были заключены в двенадцать восьмиугольных магических талисманов (обозначенных символами животных из китайского календаря, каждому из которых соответствует та или иная сила) и разбросаны по всему свету, а сам Шендю превратился в статую китайского дракона, которая теперь висит в кабинете главы преступного синдиката «Рука Тьмы».
И поэтому с помощью синдиката «Рука Тьмы», во главе которого стоит некий Вальмонт, Шендю хочет вернуть талисманы, а вместе с ними — и свои силы. Джеки Чан — исследователь древних цивилизаций, его дядя, племянница Джейд и давний друг — Август Блэк, бывший агент Интерпола и ныне глава организации «Сектор 13», пытаются помешать освобождению демона.
Джеки Чан сам ищет все талисманы, чтобы поместить их под надёжную охрану — на базу «Сектор 13». После продолжительных поисков и сражений у «Руки тьмы» оказываются только два талисмана — талисман овцы и талисман дракона. Ещё девять талисманов удалось отстоять командой Джеки и поместить под охрану в Сектор 13. Но после того, как Джеки Чаном был найден последний талисман тигра, обладающий силой уравновешивания «доброго» и «злого» начал, талисман раздваивается, так же, как и Джеки. Вальмонт пользуется этой ситуацией и поэтому «злая» часть Джеки, которую заманил к себе Вальмонт, соглашается сотрудничать с «Рукой тьмы» и передаёт им все остальные найденные талисманы, вынеся их из Сектора 13. Таким образом Вальмонт возвращает силу демону Шендю. Обретя свои силы и обманув Вальмонта в плане сокровищ, демон улетает в неизвестном направлении. Дядя не может ничего сделать, поскольку не знает имени демона. Внезапно появившийся Тору (участник преступного синдиката «Рука тьмы») называет имя демона. Дядя вычитывает в книге, что Шендю был властителем Китая много тысяч лет назад. После того, как Ло Пэй заточил его в статую с помощью мощного заклинания Ци, он поклялся разыскать все талисманы, призвать армию драконов и обрушить всю свою месть на потомков людей, которые когда-то восстали против него, уничтожив при этом всю Азию. Это должно произойти в канун Китайского Нового Года. Также дядя догадывается, что дворец демона находится на территории теперешнего Гонконга, и искать его нужно именно там. Прибыв в Гонконг, агенты «Сектора 13» хотят уничтожить Шендю с помощью оружия, но дядя говорит, что это невозможно, так как «Магию может победить только магия». Он готовит особое зелье, с помощью которого можно проникнуть в шкуру демона и извлечь талисманы. В конце-концов, Джеки удается достать талисман крысы и превратить Шендю обратно в статую. Затем Джейд с помощью талисмана Дракона уничтожает его, однако талисманы остались невредимы и позже были найдены Вальмонтом, который потерял обещанные сокровища, превратившиеся в песок. Дядя ругает Джеки, говоря: «Его место займет другое, более сильное зло». Дух Шендю попал в другой мир, в который были заточены другие демоны-колдуны.
Сезон заканчивается эпизодом, в котором Джеки признается, что Джейд ему будет не хватать. Дядя говорит, что звонили родители Джейд и сказали, что они в восторге от того, чему их дочь научилась у Джеки. Из-за дверей доносится голос: «И ещё кое-что. Они не против, если она поучится в Америке ещё год». Джеки оборачивается: в дверях стоит Джейд. В то же время Тору переходит из преступности на сторону добра и начинает работать вместе с Дядей и Джеки.

### Сезон 2: Приключения за демоническими порталами
После уничтожения демона Шендю его дух попадает в мир, где заточены его братья и сёстры — 7 бессмертных демонов-колдунов. Сам Шендю является восьмым бессмертным демоном-колдуном — демоном огня. Его братья и сестры так же владеют силами своей стихии: Ши Ву — демон неба, Тсо Лан — демон луны, Чанг Су — демон грома, Дай Гуй — земли, По Конг — демонесса гор, Сяо Фун — демон ветра и Бай Тса — демонесса воды. Так же у каждого демона была своя территория, которой он или она управляли до изгнания. Шендю обещает освободить их, открыв двери-порталы каждого демона в мир людей. Для этого он решает вселиться в Джеки Чана, однако вместо него по абсолютно случайному стечению обстоятельств вселяется в Вальмонта.
С помощью шкатулки Пан Ку — артефакта, позволяющего открывать двери-порталы между измерениями, — Шендю в теле Вальмонта одного за другим освобождает демонов, однако команда Джеки каждый раз мешает ему и изгоняет демонов обратно. Но вместе с последним демоном в другой мир случайно попадает Джейд. Шендю вспоминает о существовании его двери, которая является восьмой. Но выйти из неё на самом деле сможет лишь один демон. К тому же Дядя изгоняет дух Шендю из тела Вальмонта, а Джейд успевает вырваться из мира демонов, запечатав одновременно навсегда последнюю восьмую дверь Шендю.
Однако Шендю снова просит демонов дать ему второй шанс и вспоминает новый способ освобождения себя с его демонами. На этот раз он успешно вселяется в Джеки Чана и переписывает Книгу Времён, в которой магически записана вся история мироздания. К счастью, Джейд в последний момент отрывает часть своей истории от книги и поэтому лишь она одна сохраняет память в новом мире, где правят демоны. Джейд удается убедить служащим Шендю Джеки и Дядю в том, что ими правит страшное зло и вместе они крадут талисманы у Шендю и собирают команду Джейд. В конце, при помощи Книги Времён, Дядя изгоняет всех демонов в потустороннее измерение и исправляет в книге то, что написал Шендю, вернув прежний мир на Земле.
Также в этом сезоне есть три серии, не вошедшие в первый. Помимо этого, в этом сезоне есть серии, не входящие в основной сюжет. В них Джейд создает команду Джейд, состоящую в первую очередь из неё самой и дяди Джеки, борца в маске Эльторо, также бывших преступников Вайпер и Тору. И далее в каждом сезоне эта команда собирается для борьбы со злом как в сюжетных, так и в дополнительных историями сериях. Чаще всего в финальных сериях сезонов. Еще этих сериях также три раза появляется Даолон Вонг — колдун, главный антагонист третьего сезона

### Сезон 3: Звериная сила
Тёмный маг Даолон Вонг пробирается на базу «Сектора 13», нейтрализуя охрану с помощью магии и пытается завладеть талисманами, чтобы стать самым могущественным магом. Но в ходе защитной битвы Джеки уничтожает талисманы, и их силы переходят к самым благородным животным мира (в прошлый раз из-за оплошности Джейд, она обрела собственные силы талисманов и при этом животные мира, который в изображении талисмана, не перешли к ним незаметным образом). Теперь Джеки Чану и его команде предстоит разыскать всех этих животных и поместить под охрану.
Одновременно, Даолон Вонг ищет животных с целью отобрать у них магические силы. Он превращает Финна, Ратсо и Чао, а позже и Хак Фу в тёмных воинов и отправляет их на поиски животных. В процессе изнурительных поисков и сражений с командой Джеки, злому магу удаётся получить способности петуха (левитация) и свиньи (воспламеняющий взгляд), но остальных носителей силы надёжно спрятали в «Сектор 13». Дядя безуспешно пытается создать новые талисманы, в которых бы хранились силы зодиакальных животных, но все его попытки оканчиваются неудачей, так как заклинания, с помощью которых талисманы были созданы, потерялись во мраке тысячелетий. И ещё существующая двенадцатая магическая сила — сила дракона — не может быть передана никому, потому что живых драконов в мире уже давно не осталось, помимо лишь последнего известного дракона Шендю, дух которого сейчас находится в потустороннем измерении. Даолон Вонг с помощью заклинания возрождает Шендю, который пообещал взамен ему свои способности. Но дракон нарушает договор и сам отбирает у Даолона Вонга магические силы. Затем он атакует базу «Сектора 13», чтобы получить способности остальных животных, но Джеки и Джейд успевают их увезти. После неудачи агентов победить дракона с помощью оружия, они бросаются помогать дяде просматривать книги. Дядя не может найти заклинание, которое может победить Шендю, так как оно утеряно много тысяч лет назад. Но находят заклинание, с помощью которого тёмных воинов превращает обратно в людей. Вонга, лишённого магического жезла, а вместе с ним и сверхъестественных сил, арестовывают, такая же участь постигла Финна, Ратсо, Чоу и Хак Фу, которые лишились тёмных сил и вернулись в человеческий облик. Тем временем, в зоопарке, Шендю догоняет машину и отбирает волшебные силы у животных. Он уже собирается уничтожить Джеки и Джейд, но его останавливает заклинание, которое превращает его в статую, как и много лет тому назад. Дракон снова становится статуей, которую помещают в «Сектор 13», а его магические силы вновь заключаются в 12 волшебных талисманов. В этом сезоне трижды появляется Вальмонт, помощников которого забрал Даолон Вонг.

### Сезон 4: Маски Они
Даолон Вонг, чтобы сбежать из тюрьмы, с помощью подручного заклинания пробуждает повелителя — Таракудо. Но тот, вырвавшись на свободу — лишь забирает у него себе в помощники Финна, Ратсо, Чао и Хак Фу и заставляет работать на него. Тору, который знает японский язык лучше всех своих друзей  — переводит летопись, что существует девять генералов Они — приспешники Таракудо, некогда державшие в страхе Японию. Каждый из них командовал своей собственной армией — Шедохан, состоящей из разных племён клана теней, которые в настоящее время заключены в девяти масках, разбросанных по миру. И теперь, в большей части от магических навыков Тору, зависит судьба человечества от очередного зла. Необходимо обезвредить командой Джеки и Джейд девять масок — девять генералов-демонов. После вновь очередных нелёгких поисков и сражений — команда  Джейд находит все маски с помощью Карт Ханафудо — магического артефакта, напоминающих назначением и применением Масок, и прячет в «Секторе 13». Но в тот момент, когда все девять масок были собраны в одном месте (хранилище Сектора 13), что делать было запрещено, как позже узнал Тору, они разрушаются, а все генералы Они возвращаются к жизни с целью погрузить весь мир во Тьму. Команда Джейд пытается остановить генералов, но терпит поражение. Таракудо отбирает у них талисманы и закрывает в камере «Сектора 13». Неожиданно, с помощью карт обнаруживается и ранее неизвестная 10 маска — Маска Таракудо, которую он отправил в Царство Теней — единственное место, в которое ни один смертный не осмелится войти. Тогда Дядя делает Тору татуировку, которую наносила на ногу ранее Джейд. Тору вызывает свой Шедохан и приказывает им перенести его в Царство Теней. Он достаёт маску Таракудо, но прежде чем передает её команде Джейд, зло из татуировки завладевает им. Появляется Таракудо, но Дядя произносит заклинание, которое дало Повелителю Клана Теней физическую оболочку, благодаря чему Джеки (точнее, Джейд) удается надеть на него маску. В результате, все десять демонов Они и армии демонов-ниндзя оказываются заключенными в маску Таракудо.
В этом сезоне снова появляется Вальмонт. Он хотел взять себе маску Они, но смог заполучить только половину, так как вторая была надета Джейд. Также появляется Драго — сын Шендю, главный злодей пятого сезона. Он хотел вернуть к жизни Шендю, но был побеждён и заперт в камере «Сектора 13».

### Сезон 5: Силы демонов
История рассказывает об изгнании семи демонов-колдунов. Оказывается, когда демоны были изгнаны, не вся их сила исчезла. Часть их волшебной сущности была заточена в семи предметах, с помощью которых бессмертные мудрецы Древнего Китая победили демонов одного за другим — барабан, веер, кастаньеты, цветок лотоса, цветок с волосом овцы, флейта и тыква-горлянка, которые команда Джеки Чана должна теперь найти раньше сына Шендю — Драго, сбежавшего из заточения сектора 13 и нашедшего себе новых помощников. Драго намерен заполучить вышеуказанные предметы, чтобы захватить весь мир под свою власть.
Каждый раз команда Джейд мешает Драго заполучить эти силы, но в конце концов Драго всё же захватывает силы всех демонов и погрузив мир буквально во тьму, намерен разрушить всё на Земле. Команда Джейд не может победить его, и тогда дядя отваживается на отчаянный шаг — он призывает Шендю, который хочет отомстить сыну-предателю. Ко всему прочему, в помощь к дяде неожиданно присоединяются Финн, Ратсо и Чао и Хак Фу, которые не хотят умереть молодыми. В разгар решающей битвы демонов, дядя и Тору произносят ключевое заклинание, которое навсегда уносит враждующих Шендю и Драго в мир демонов. На Земле вновь возвращается прежний мир.

## Персонажи

### Герои
- Джеки Чан  (Jackie Chan) — главный герой сериала, археолог и внештатный агент «Сектора 13». Помимо Джейд, Джеки — единственный персонаж, появившийся во всех 95 эпизодах.
- Джейд Чан (Jade Chan) — племянница Джеки (а точнее дочь его кузена). Очень озорная и хитрая. Никогда не перестает встревать в приключения (отчего и появлялась во всех сериях, как и Джеки). В будущем — руководитель «Сектора 13». Предположительно, является очередным воплощением некоего «избранного». Помимо Джеки, Джейд — единственный персонаж, появлявшийся во всех 95 эпизодах.
- Дядя Чан (Uncle Chan) — мастер светлой Ци. Воспитал Джеки и обучил его боевым искусствам. В 70-х гг. продавал магнитофонные кассеты формата Stereo 8, позже открыл антикварный магазин. Его знания не раз помогали Джеки в борьбе со злом.
- Август Блэк (Augustus Black) — капитан, глава «Сектора 13» и старый друг Джеки. В будущем возглавляет «Сектор 14».
- Вайпер (Viper) — член команды Джейд. Бывшая воровка и лучшая подруга Джейд.
- ЭльТоро Фуэртэ (El Toro Fuerte) — мексиканский рестлер в маске, которую он никогда не снимает. Член команды Джейд.
- Па́ко (Paco) — внештатный член команды Джейд, поклонник ЭльТоро Фуэртэ. Немного симпатизирует Джейд, хотя постоянно с ней спорит.
- Тору́ (Tohru) — огромный японец. Раньше входил в состав Руки Тьмы, но потом ушел из неё, и перешел на сторону Джеки. Позже стал учеником Дяди Чана и начал постигать основы светлой магии.

### Злодеи
- Шендю (Shendu) — злой, демонический, красноглазый дракон, несколько раз обращённый в статую. Отец Драго и хранитель двенадцати талисманов. Один из восьми Бессмертных демонов-колдунов. В конце пятого сезона его окончательно отправляют в мир демонов.
- Вальмонт (Valmont) — глава преступной организации «Рука Тьмы». Платиновый блондин в зелёном костюме. Изначально хотел вернуть талисманы Шендю в обмен на сокровища из его замка. По данным 5 сезона, он стал водителем автобуса.
- Рука Тьмы (The Dark Hand) — преступный синдикат. Состоял из Вальмонта, Дони Финна, Ратсо, Чоу, Тору (позже перешёл на сторону Джеки Чана и его друзей), Хак Фу и наёмников.
- «Инфорсеры», «Силовики» (The Enforcers) — Дони Финн, Ратсо и Чоу назывались так ещё со времен работы у Вальмонта. Состав команды:
  - Финн (Finn) — "Мозг" и самый харизматичный из троицы. Рыжий ирландец. Фанат музыки 70-х гг. Когда стал служить Даолону Вонгу, сражался при помощи клинка-бумеранга, похожим на огромный сюрикен. А когда стал сотрудчничать с Драго, то научился выпускать огонь из рук.
  - Ратсо (Ratso) — "Мышечная сила" команды. Отличается серыми волосами и красными глазами, чем напоминает крысу. Довольно наивен, но не глуп. Носит на носу пластырь для красоты. Когда служил Даолону Вонгу, его оружием была кувалда. Когда стал драконом благодаря магии Драго, стрелял огнём из пальцев.
  - Чоу (Chow) — "Мальчик на побегушках", самый младший и маленький (по росту) член команды. Носит оранжевые непрозрачные очки, которые постоянно ломаются. Став прислужником Даолона Вонга, орудовал сань-цзе-гунь, так же известным как трех-секционный посох . Под началом Драго получил способность стрелять огнём из глаз.
- Хак Фу (Hak Foo) — мастер боевых искусств. Имеет привычку громко объявлять названия своих атак во время боя.
- Даолон Вонг (Daolon Wong) — тёмный маг. Человек, способный разозлиться на весь мир. Главный антагонист третьего сезона. У него в подчинении есть три тёмных воина, позже четыре. Знает очень много древних заклинаний. Имеет сразу трёх главных врагов: Джеки Чана, Джейд Чан и дядюшку Чана, но последний больше всех раздражает мага, потому что тот сражается с ним с помощью белой магии.
- Король обезьян — коварная кукла-трикстер, появляется в 2 и 3 сезоне.
- Бессмертные демоны-колдуны (The Demon Sorcerers) — восемь демонов-колдунов, появившиеся во втором сезоне. Также известны, как братья и сёстры Шендю (очевидно, тот обещал их освободить). Каждый из них обладает уникальной силой своей стихии: огня, неба, луны, грома, земли, гор, ветра и воды. Один за другим были побеждены символами бессмертных мудрецов древнего Китая, применивших мощные заклинания Ци, чтобы изгнать демонов в потустороннее измерение, а затем с помощью шкатулки Панку запереть их там, каждого за своим порталом.
- Таракудо (Tarakudo) — король Клана Теней и повелитель всех демонов Они. Главный антагонист четвёртого сезона. Единственное, чего он боится — это лук, потому, что он жжёт ему глаза, как и остальным демонам Они.
- Генералы Они (Oni) — приспешники Таракудо, некогда державшие в страхе Японию. Каждый из них командовал своей собственной армией, состоящей из разных племён Шедохана. Заключены в девяти масках, разбросанных по миру.
- Шедохан (Shadowkhan) — слуги Генералов Они. Ниндзя, способные появляться из тени. Живут в Царстве Теней и разделяются на девять разных племён.
- Драго (Drago) — сын Шендю. Главный антагонист пятого сезона. Сначала хотел освободить Шендю с помощью драконьих зубов, но, после того, как это не получилось, он пытался поглотить силы всех демонов-колдунов и завоевать мир. В 10 серии 5 сезона Дядя Чан забрал силу огня у Драго и у него осталась только своя большая физическая сила. В самом конце 12 серии 5 сезона Драго всё-таки заполучил силы всех восьми демонов. В продолжительной 13 серии 5 сезона серии, команда Джейд загнала его в бездну вместе с освободившимся Шендю.
- Команда Драго (Drago and the Ice Crew) — главная команда злодеев в 5 сезоне. Обрели облик демонов. Состав команды:
  - Страйкмастер Айс (Strikemaster Ice) — первый помощник Драго. В последней серии получил силу Дик Вэя — демона земли.
  - ДиДжей Кулак (DJ Fist) — самый сильный в команде и самый неразговорчивый. В последней серии получил силу Чанг Тсу — демона грома.
  - ЭмСи Кобра (MC Cobra) — третий помощник. В последней серии получил силу Шо Фьюна — демона ветра.
  - Ранее в команде были вездесущие Финн, Ратсо и Чоу, но Драго был первый из боссов-злодеев, кто уволил их.

## В ролях
| Роль           | Актёр             |
| -------------- | ----------------- |
| Джеки Чан      | Джеймс Си         |
| Джейд Чан      | Стэйси Чан        |
| Дядя Чан       | Саб Симоно        |
| Тору           | Ной Нельсон       |
| Капитан Блэк   | Клэнси Браун      |
| Эльторо Фуэртэ | Мигель Сандоваль  |
| Вайпер         | Сьюзэн Эйзентберг |
| Пако           | Франко Велез      |
| Вальмонт       | Джулиан Сэндс     |
| Шендю          | Джеймс Си         |
| Финн           | Адам Болдуин      |
| Ратсо          | Клэнси Браун      |
| Чао            | Джеймс Си         |
| Хак-Фу         | Джон Ди Манджио   |
| Даолон Вонг    | Джеймс Хонг       |
| Суперлось      | Клэнси Браун      |
| Дрю            | Джинни Элиас      |
| Чанг Су        | Клэнси Браун      |
| Дай Гуй        | Фрэнк Уэлкер      |
| Ши Ву          | Андре Соглиуззо   |
| Бай Тса        | Мона Маршалл      |
| Сяо Фун        | Гленн Шэдикс      |
| По Конг        | Мона Маршалл      |

## Отзывы
Аарон Бейерл из DVD Talk писал, что «сериал подходит для детей от семи лет и старше». Его коллега Дэвид Уокер отмечал, что «„Приключения Джеки Чана“ остаются интересными даже спустя более десяти лет». Джейсон Бовберг с того же сайта считал, что «анимация довольно неуклюжая», но «сценарий выше среднего, а некоторые шутки забавны». Ноа Домингес из Comic Book Resources писал, что «„Приключения Джеки Чана“ были довольно популярны во время своего первоначального показа».